# Азербайджано-армянский пограничный кризис
Азербайджано-армянский пограничный кризис — противостояние между вооружёнными силами Армении и Азербайджана, которое началось 12 мая 2021 года и завершилось 8 августа 2025 года парафированием мирного договора. Армянская сторона утверждает, что азербайджанские войска пересекли границу на несколько километров вглубь Армении в областях Гегаркуник и Сюник (район Чёрного озера). По данным же Азербайджана, азербайджанские пограничные войска с улучшением погодных условий дислоцируются на позициях Азербайджана в граничащих с Арменией Лачинском и Кельбаджарском районах.
Азербайджан не вывел свои войска с международно признанной территории Армении, несмотря на призывы сделать это со стороны Европарламента, США и Франции — двух из трёх сопредседателей Минской группы ОБСЕ..
Демаркация азербайджано-армянской границы в этом районе началась после окончания Второй Карабахской войны и договорённости, достигнутой с участием России. Несмотря на то, что стороны заявляют об использовании GPS навигации и географических карт, сохраняется напряжённость и происходят инциденты.

## Обзор
Нагорный Карабах окружён семью районами, которые были захвачены Вооружёнными Силами Армении в период первой карабахской войны и удерживались ими до 2020 года, что было квалифицировано в 1993 году в резолюциях Совета Безопасности ООН как оккупация территории Азербайджана. Некоторые из них примыкают к Армении. Вопрос о демаркации границы между Арменией и Азербайджаном возник сразу после поражения Армении во второй карабахской войне 2020 года и восстановления Азербайджаном контроля над удерживающимися территориями. До войны 2020 года между Арменией и оккупированными районами Азербайджана де-факто границы не существовало, поэтому тот факт, что некоторые армянские села расширялись на территорию Азербайджана или что некоторые источники воды и пастбища находятся на азербайджанской земле, был не существенен.
Кроме того, существуют и другие вопросы, связанные с границами, поскольку с 1990-х годов Армения контролирует несколько сёл в Газахском районе Азербайджана, в том числе 3 азербайджанских эксклава, а также эксклавное село Кярки в Нахичеванской Автономной Республике, в то время как Азербайджан контролирует армянское эксклавное село Арцвашен[[.
«Кавказский узел» взял интервью у трёх российских экспертов, которые согласились с тем, что определение границы между Арменией и Азербайджаном на основе карт советских времён является сложной задачей. Профессор географии Алексей Гуня заявил, что 80 % озера Сев находится на территории Армении, основываясь на более крупных топографических картах масштаба 1: 100 000, которые следует предпочесть более мелким картам масштаба 1: 1 000 000, показывающим озеро на территории Азербайджана, на которые опирается азербайджанская сторона. Кавказский специалист Александр Скаков сказал, что существует много разных карт, детали на них противоречивы, и каждая из сторон использует ту карту, которая им выгодна.
Русская служба Би-би-си процитировала двух международных аналитиков, подчёркивающих важную роль России в постконфликтный период для разъяснения пограничного кризиса между Азербайджаном и Арменией. Британский журналист и писатель о Кавказе Томас де Ваал написал в Твиттере: «То, что мы наблюдаем, — это продолжающийся затяжной конфликт. Почему Азербайджан делает это? Короткий ответ — потому что может. Кто может это остановить? Возможно, только Россия, но если это соответствует более широкой повестке дня России». Лоуренс Броерс, директор программ по Южному Кавказу лондонской миротворческой организации Conciliation Resources, написал в Твиттере, что для Азербайджана это похоже на поддержание максимального давления на Армению, чтобы добиться уступок по другим вопросам, таким как карты минных полей, коридор Сюник и что никогда не разграниченные границы позволяют преобразовывать датированные или неоднозначные картографии в более выгодные позиции. Эта граница, по словам Броерса, также оказывает давление на Россию, показывая, что российские гарантии безопасности Армении приемлемы по сравнению с другими вопросами; проверка гарантий коллективной безопасности ОДКБ и проверка способности России выступать в роли посредника.
После войны в Нагорном Карабахе 2020 года президент Азербайджана Ильхам Алиев заявил, что город «Иреван» (то есть столица Армении Ереван), регион « Зангезур» (Сюник) и озеро «Гейча» (Севан) являются «нашими историческими землями», на которых азербайджанский народ жил веками. «Мы будем помнить свою историю, но у нас нет территориальных претензий ни к одной стране, в том числе к Армении», — сказал Алиев в своём выступлении на конференции в Баку. В заявлении от апреля 2021 года он сказал, что если Армения не согласится предоставить так называемый Зангезурский коридор (из Нахичевани в западный Азербайджан через Сюникскую область Армении), что по утверждению Алиева соответствует соглашению о прекращении войны в Нагорном Карабахе 2020 года, то Азербайджан вынудит Армению сделать это. По данным властей Армении, в трёхстороннем заявлении о прекращении огня не упоминается ни «Зангезур», ни слово «коридор», и что «соглашение касается только разблокирования региональных коммуникаций».

## Хронология

### 2021 год

#### Май
К началу мая на юге Армении у линии соприкосновения с Азербайджаном были созданы два новых опорных пункта российской 102-й военной базы. Этому предшествовали несколько недель переговоров с премьер-министром Армении, который опасался нападений Азербайджана и Турции.
Поступали сообщения о переходе азербайджанских солдат на территорию Армении 12 мая в двух районах вдоль армяно-азербайджанской границы; территория вокруг озера Сев, расположенная к востоку от села Ишханасар и горы Мец Ишханасар, к северу от города Горис и сёл Веришен и Акнер Сюникской области, а также около сёл Верин Шоржа и Кут в Гегаркуникской области. Премьер-министр Армении Никол Пашинян заявил, что сообщения о продвижении Азербайджана по озеру Сев верны и что ведутся переговоры о выводе азербайджанских войск, заявив, что армянские силы остановили продвижение без каких-либо стычек.

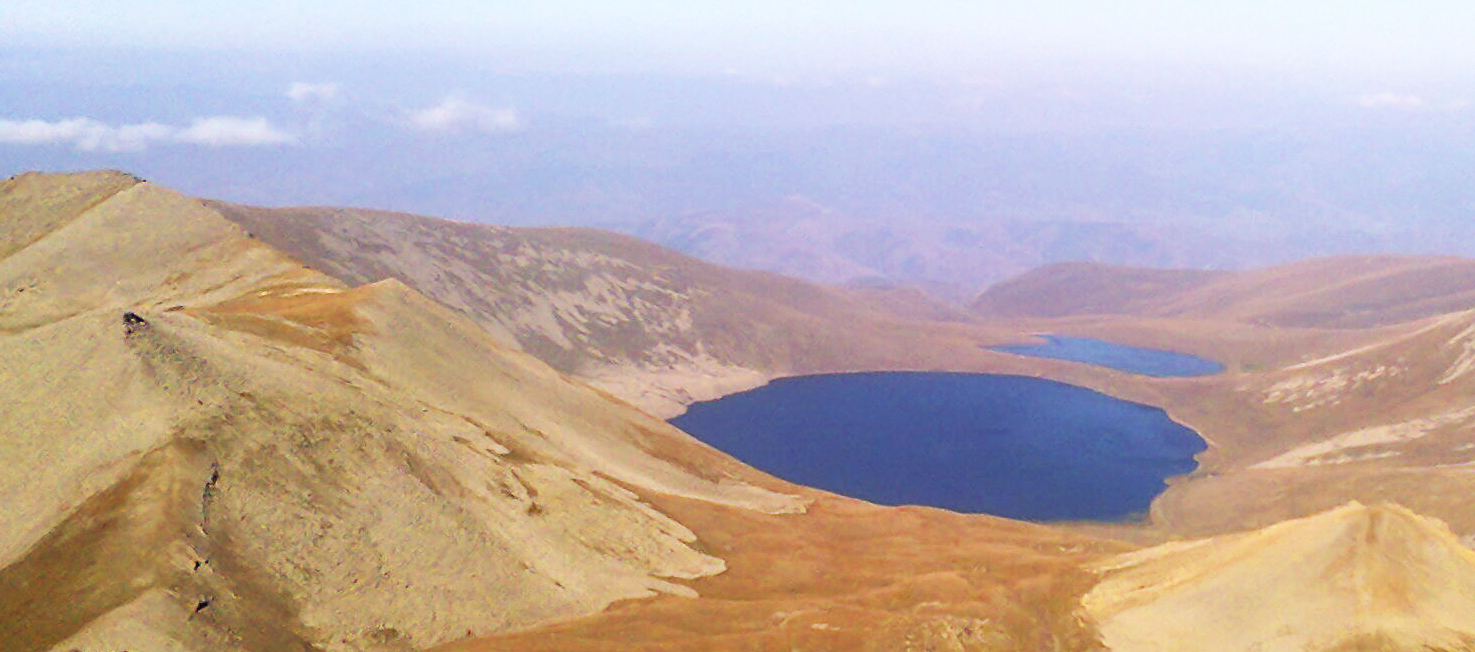
Вид на озеро Севлич с пика горы Мец Ишханасар (Бёюк Ишиглы) на армяно-азербайджанской границе

Армянская сторона утверждает, что согласно советским картам озеро разделено на две неравные части, большая из которых находится в пределах Армении, а меньшая часть принадлежит Азербайджану. Но азербайджанские солдаты показали армянским пограничникам свою карту, на которой всё озеро принадлежит Азербайджану и отказались покинуть территорию.
14 мая премьер-министр Армении Никол Пашинян официально призвал возглавляемую Россией Организацию договора о коллективной безопасности (ОДКБ) провести консультации по поводу вторжения Азербайджана в Армению. В тот же день Пашинян попросил президента России Владимира Путина о военной поддержке. Армянские и азербайджанские военные собрались на границе вместе с представителями российских вооружённых сил, дислоцированных в Сюникской области, после нескольких часов переговоров не было объявлено о каком-либо немедленном окончательном соглашении.
19 мая министр иностранных дел России Сергей Лавров заявил, что Россия выступила с инициативой создания совместной армяно-азербайджанской комиссии по демаркации и делимитации границ, в которой Россия могла бы играть роль консультанта или посредника. 20 мая исполняющий обязанности премьер-министра Никол Пашинян подтвердил, что Армения и Азербайджан близки к соглашению о создании совместной комиссии по демаркации границы между двумя странами, при этом Россия выступает в качестве посредника, а каждая страна назначает делегатов в комиссию до 31 мая.
27 мая Министерство обороны Азербайджана сообщило, что около 03:00 часов на территории Кельбаджарского района Азербайджана были обнаружены 2 армянские разведывательно-диверсионные группы, численностью в 9 и 15 человек. Как утверждает МО Азербайджана, армянские военнослужащие пытались установить там мины. Согласно министерству, азербайджанскими военными были задержаны 6 армянских военнослужащих, а остальные отступили. В сообщении также заявлялось о сосредоточении близ границы нескольких единиц боевой техники ВС Армении, в том числе танков.

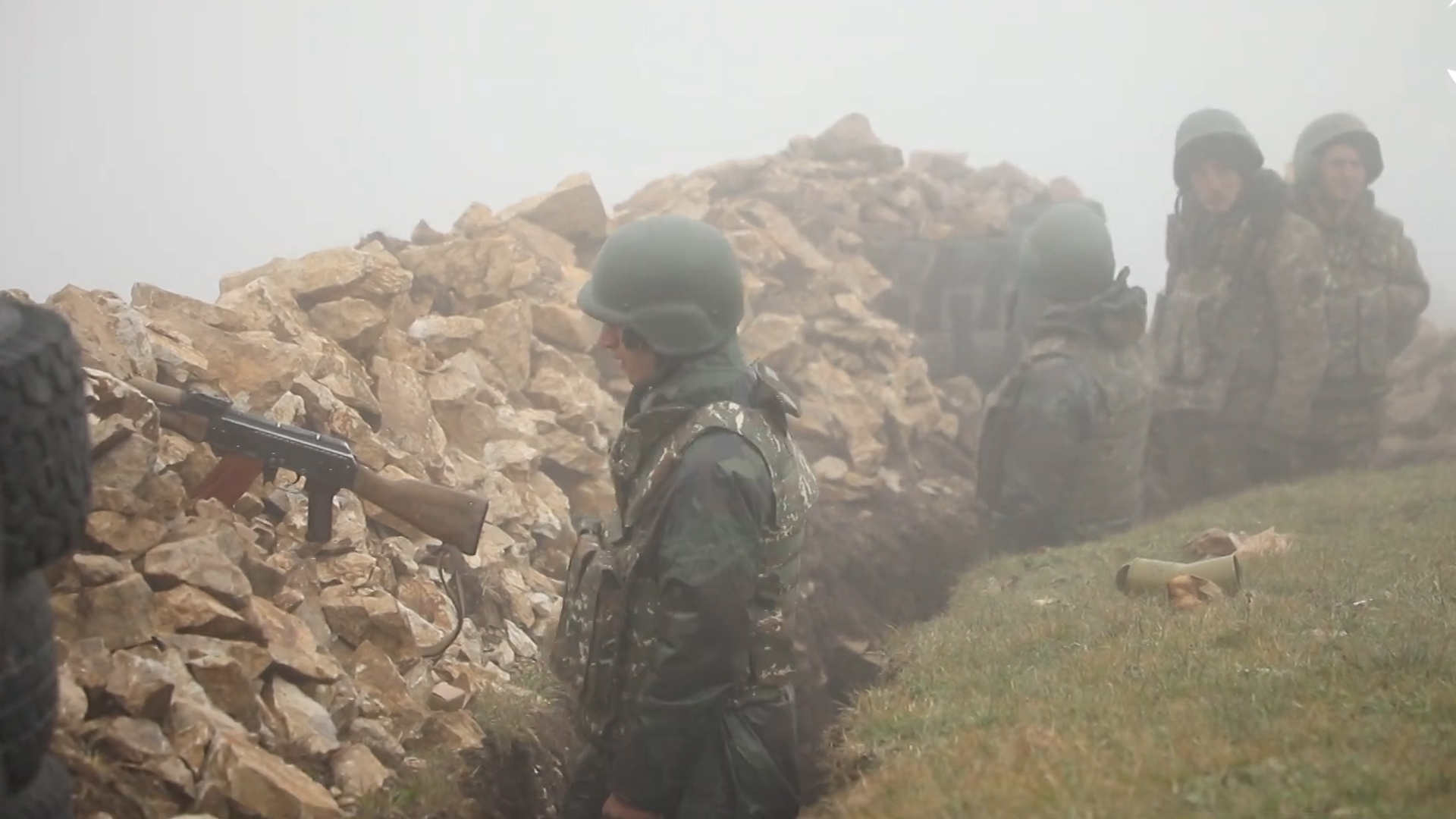
Армянские позиции в северо-восточном направлении Армении, которые, согласно данным Минобороны Армении, были атакованы азербайджанскими войсками 28 июля 2021 г.

27 мая по сообщению исполняющего обязанности премьер-министра Армении Никол Пашиняна произошло похищение шестерых военнослужащих с территории Республики Армения. Никол Пашинян заявил, что военнослужащие ВС Армении осуществляли работы по обустройству границы на суверенной территории страны, проводились работы по минированию, которые велись с установкой предупредительных знаков. В тот же день заместитель начальника генштаба ВС Армении генерал-майор Эдуард Асрян заявил, что армянские военнослужащие были пленены в ходе выполнения задачи по нейтрализации попытки соединиться двух незаконно вторгшихся на территорию Армении азербайджанских подразделений.

#### Июль
23 июля Министерство обороны Азербайджана сообщило, что около 16:00 подразделения Вооружённых сил Армении обстреляли позиции азербайджанской армии на армяно-азербайджанской государственной границе в Кельбаджарском районе, в результате чего погиб военнослужащий [[Вооружённые силы Азербайджана|азербайджанской армии] прапорщик Ягублу Фарман Тельман оглы.
28 июля Министерство обороны Азербайджана сообщило, что начиная с примерно 00:50 по местному времени Вооружённые силы Армении вели стрельбу из стрелкового оружия и гранатомётов со стороны Армении по расположенным на территории Кельбаджарского района позициям азербайджанской армии, в результате чего ранения получили двое военнослужащих ВС Азербайджана. Ведомство отметило, что подразделения азербайджанской армии, дислоцированные на этом направлении, приняли «адекватные меры». По сообщениям Министерства обороны Армении, 28 июля около 03:40 по местному времени Вооружённые силы Азербайджана атаковали армянские позиции, расположенные в северо-восточном направлении армяно-азербайджанской границы на участке от Сотка до Верин Шоржа, в результате чего начались локальные бои. В ходе отражения погибли старший лейтенант Айк Ованесович Геворкян, рядовые Корюн Славикович Арутюнян и Давид Гарникович Кочарян. Трое военнослужащих получили ранения.

#### Август
5 августа, вслед за июльскими боями, Россия установила ещё один постоянный военный пост в приграничной зоне на территории Армении — близ стратегической автомагистрали, соединяющей Армению с Грузией и Россией.

#### Сентябрь
В нарушение послевоенных договорённостей Азербайджан установил контрольно-пропускные пункты на приграничной автомагистрали, соединяющей Иран с Южным Кавказом и Армению с её южными регионами.

#### Ноябрь
16 ноября начались серьёзные бои между Азербайджаном и Арменией. Это стало самым серьёзным инцидентом между Азербайджаном и Арменией после окончания Второй Карабахской войны. Бои закончились вечером того же дня.
26 ноября президенты России и Азербайджана и премьер-министр Армении договорились создать механизмы демаркации и делимитации границы между Арменией и Азербайджаном.

### 2022 год
С 1 по 3 августа 2022 года произошли боестолкновения между Вооружёнными силами Азербайджана и Армией обороны непризнанной Нагорно-Карабахской Республики, крупнейшее обострение конфликта в регионе с момента подписания соглашения о прекращении огня в ноябре 2020 года.
В дальнейшем, ночью 13 сентября 2022 года Армения обвинила Азербайджан в обстреле населённых пунктов Сотк, Горис и Джермук. Азербайджан же обвинил Армению в «широкомасштабных провокациях» в районе Дашкесанского, Кельбаджарского и Лачинского районов и минировании территорий между позициями подразделений азербайджанской армии и путей снабжения и принятии неотложных мер с целью предотвращения этих действий, в результате чего произошло боестолкновение.

### 2023 год
23 апреля 2023 года подразделениями Государственной пограничной службы Азербайджанской Республики, вопреки трёхстороннему заявлению от ноября 2020 года, в начале дороги Лачын-Степанакерт установлен пограничный пункт пропуска.

### 2024 год
13 февраля 2024 года произошла перестрелка на границе Армении и Азербайджана, по информации Министерства обороны Армении, погибли четверо армянских военнослужащих, один получил ранение.

### 2025 год
8 августа 2025 года премьер-министр Армении Никол Пашинян и президент Азербайджана Ильхам Алиев при содействии Дональда Трампа провели саммит в Вашингтоне (в Белом доме), где парафировали мирный договор.

## Реакции

### Армения
15 мая министерство обороны Армении заявило, что ситуация с азербайджанским вторжением 12-13 мая остаётся нерешённой, в то время как азербайджанские военные отступили с некоторых позиций из-за передвижения армянских войск, и что ведутся переговоры с целью достижения мирного урегулирования, как ожидается, будут продолжены в течение дня.

### Азербайджан
15 мая пресс-служба Министерства иностранных дел Азербайджана отвергла сообщения о вторжении Азербайджана в Армению, заявив, что она охраняет границы Азербайджана на основании карты, определяющие границу между Арменией и Азербайджаном, критикуя армянские заявления как «провокационные» и «неадекватные», что власти Армении использовали ситуацию в предвыборных внутриполитических целях и что Азербайджан ведёт переговоры с Арменией относительно нормализации армяно-азербайджанской границы.
Во время разговора с президентом Казахстана Касым-Жомартом Токаевым президент Азербайджана Алиев назвал решение Армении обратиться в ОДКБ как попытку «интернационализировать вопрос»
В ответ на резолюцию Европарламента от 20 мая председатель Милли Меджлиса Азербайджана Сахиба Гафарова в ходе пленарного заседания парламента заявила, что данная резолюция не отражает действительность и назвала его «лишь клочком бумаги».

### Другие страны
- 20 мая 2021 года Европейский парламент принял резолюцию об армянских военнопленных, в котором утверждалось, что «12 мая 2021 года войска из Азербайджана временно вошли на территорию Армении, что является нарушением территориальной целостности Армении и международного права»[49]. После эскалации 16 ноября 2021 года Делегация ЕС по отношениям с Южным Кавказом опубликовала заявление, в котором выражается серьёзная обеспокоенность по поводу «ожесточённых боёв» и «военной операции, начатой Азербайджаном в ответ на предполагаемые провокации» и осудила «любые попытки „бордеризации“, наблюдаемые после вторжения азербайджанских войск на территорию Армении 12 мая».[50]
- Госдепартамент США выразил озабоченность по поводу «роста напряжённости на недемаркированном участке армяно-азербайджанской границы», призвав к «сдержанности в мирной деэскалации ситуации»[2]. Позже пресс-секретарь Госдепартамента США Джалина Портер заявила, что Соединённые Штаты внимательно следят за ситуацией и ожидают, что Азербайджан «немедленно отведёт свои войска»[51][52]
- Президент Франции Эммануэль Макрон заявил, что азербайджанские солдаты вторглись на территорию Армении, призвав к немедленному выводу азербайджанских войск и заявив, что Франция солидарна с армянским народом[44][53]
- Президент России Владимир Путин призвал обе страны уважать соглашение о прекращении огня и что Россия будет продолжать посреднические усилия. Пресс-секретарь Путина Дмитрий Песков заявил, что «армянская сторона выразила крайнюю озабоченность ситуацией на границе», и что «президент Путин разделяет эту озабоченность»[23]. Министр иностранных дел России Сергей Лавров заявил, что Россия не видит причин для нагнетания эмоций в связи с ситуацией на границе: «Ни одного выстрела, никаких стычек там не было. Они сели, спокойно начали обсуждать, как разрядить эту ситуацию и обратились к нам за помощью. Наши военные оказали такую помощь, договорённость была достигнута. Не вижу причин для нагнетания эмоций в связи с этим довольно нестандартным, но в любом случае спокойно решённым вопросом»[54]
- Представитель Министерства иностранных дел Индии заявил, что «вторжение через границу в результате военных действий может дестабилизировать ситуацию и привести к возобновлению боевых действий» и призвал «нарушившую сторону немедленно отвести войска и прекратить дальнейшие провокации»[55]
- Министерство иностранных дел Греции заявило, что территориальная целостность Армении должна уважаться и «крайне важно избегать любых односторонних действий, которые могут подорвать региональный мир и стабильность»[56].